# Morgan Robertson

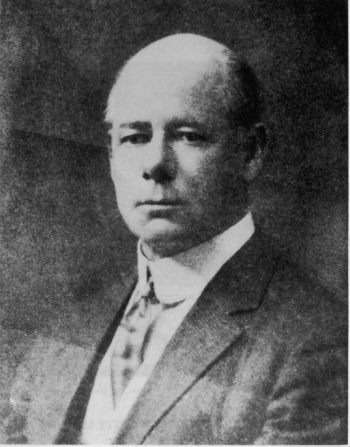
Morgan Robertson

Morgan Andrew Robertson (* 30. September 1861; † 24. März 1915 in Atlantic City) war ein US-amerikanischer Autor. Er verfasste sowohl Kurzgeschichten als auch Romane.

## Leben
Robertson wurde als Sohn des Schiffskapitäns Andrew Robertson und seiner Frau Ruth Amelia Glassford geboren. Er fuhr bereits im Alter von fünf Jahren zur See und arbeitete sich vom Kabinenjungen bis zum Bootsmann hoch. 1877 wandte er der Handelsschifffahrt den Rücken zu und erlernte die Schmuckherstellung am Cooper-Union-College in New York City. Er übte sein Handwerk zehn Jahre lang aus.

## Karriere
Seinen ersten Roman veröffentlichte Robertson 1894. Am bekanntesten ist er für seinen Roman Futility (dt. Titan. Eine Liebesgeschichte auf hoher See), der 1898 erschien. Im Roman wird das Schicksal des Schiffes Titan beschrieben, das dem der Titanic in vielen Punkten ähnelt. Neben der Namensähnlichkeit ähneln sich die Schiffe in Größe und Passagierzahl, beide sinken im Nordatlantik nach der Kollision mit einem Eisberg und führen zu wenig Rettungsboote mit sich. Robertson veröffentlichte seinen Roman jedoch 14 Jahre vor dem Untergang der Titanic. Obwohl die Geschichten sich auch in vielen Punkten unterscheiden, brachte Robertson der Roman den Ruf eines Hellsehers ein. Bis heute wird in esoterischen Kreisen die Ansicht vertreten, er habe eine Vision gehabt. Der Roman ist daher heute praktisch das einzige Werk Robertsons, das noch gelesen wird und von dem Übersetzungen existieren, seine übrigen Arbeiten sind weitgehend in Vergessenheit geraten.

## Tod
Morgan Robertson wurde am 24. März 1915 tot in seinem Zimmer im Alamac Hotel in Atlantic City gefunden. Er starb im Alter von 53 Jahren, vermutlich an einer Überdosis des giftigen Quecksilber(I)-iodids, das damals häufig Medikamenten zugesetzt wurde. Beerdigt wurde er auf dem Green-Wood Cemetery in Brooklyn.

## Werke
Romane
- A Tale of a Halo (1894)
- Futility (1898)
- Futility, or the Wreck of the Titan (1898) (Digitalisat beim Project Gutenberg)
- Masters of Men: A Romance of the New Navy (1901)
- Shipmates (1901)
- Sinful Peck (1903)
- The Grain Ship (1914)
- Over the Border (1914)
- Beyond the Spectrum (1914)

Kurzgeschichtensammlungen
- The Three Laws and the Golden Rule (1898)
- Spun Yarn (1898)
- Where Angels Fear to Tread: And Other Tales of the Sea (1899)
- Down to the Sea (1905)
- Land Ho! (1905)

Kurzgeschichten
- The Battle of the Monsters (1899)
- The Dollar (1905)

Autobiographie
- Morgan Robertson: The Man (1915)